# Kim cang Campuchia
Kim cang Campuchia (danh pháp: Smilax cambodiana) là một loài thực vật có hoa trong họ Smilacaceae. Loài này được Gagnep. miêu tả khoa học đầu tiên năm 1934.